# Fosse no 2 bis des mines de Bruay
La fosse no 2 bis de la Compagnie des mines de Bruay est un ancien charbonnage du Bassin minier du Nord-Pas-de-Calais, situé à Haillicourt. Les travaux de fonçage débutent en décembre 1903 et la fosse commence à produire en 1907. Son aérage est assuré par la fosse no 2, sise à plus de deux kilomètres et demi à Bruay-la-Buissière, et reconstruite dans ce but en 1890 après avoir été abandonnée en 1868 à cause de venues d'eau. Des cités sont bâties à côté de la fosse, et les terrilsnos 9 et 9A, 2 bis de Bruay Ouest et 2 bis de Bruay Est, sont édifiés.
La Compagnie des mines de Bruay est nationalisée en 1946, et intègre le Groupe de Bruay. En 1949, la fosse ne produit plus que 900 tonnes par jour, son gisement est presque entièrement exploité. Elle ferme en 1956, et son puits, ainsi que le no 2, est remblayé en 1957.
Il subsiste les deux loges des concierges, les bureaux et ateliers, les bains-douches et la salle des machines. Un hangar a été construit sur l'emplacement du puits. Au début du XXIe siècle, Charbonnages de France matérialise la tête de puits no 2 bis, et y installe un exutoire de grisou. Au début des années 2010, de la vigne a été planté sur une partie des pentes du terril no 9, 2 bis de Bruay Ouest. La première récolte est attendue en 2013.

## La fosse
Cinq ans après la mise en service de la fosse no 5 - 5 bis commencée neuf ans plus tôt à Divion, et deux ans après le commencement de son puits d'aérage no 5 ter, la Compagnie des mines de Bruay décide d'ouvrir une nouvelle fosse à Haillicourt, en ignorant la numérotation jusqu'alors établie.

### Fonçage
La fosse no 2 bis est commencée en décembre 1903 au nord de la commune. Le puits, profond de 336 mètres, a un diamètre utile de 4,50 mètres. Il est situé à l'altitude de 51 mètres. Le terrain houiller a été atteint à la profondeur de 145 mètres.

### Exploitation
La fosse no 2 bis est productive à partir de 1907. Contrairement aux autres fosses d'extraction de la Compagnie, elle ne possède qu'un seul puits sur son carreau. La fosse no 2, sise à Bruay-la-Buissière à 2 660 mètres à l'ouest-nord-ouest a été reconstruite en 1890 dans le but de servir à l'aérage. Elle avait été commencée en 1858, trois ans après la mise en service de la première fosse de la Compagnie, mais abandonnée en 1868 à la suite de trop fortes venues d'eau, son gisement était qui plus est moins intéressant que celui des autres fosses.
La Compagnie des mines de Bruay est nationalisée en 1946, et intègre le Groupe de Bruay. Son gisement est pour ainsi dire presque entièrement exploité. En 1949, la fosse ne produit plus que 900 tonnes par jour. La fosse ferme en 1956. Son puits, ainsi que celui de la fosse no 2, est remblayé en 1957.

### Reconversion
Bien que le chevalement et son bâtiment attenant ont été détruits, il subsiste les deux loges des concierges, les bureaux et ateliers, les bains-douches et la salle des machines. Un hangar a été construit sur l'emplacement du puits,. Au début du XXIe siècle, Charbonnages de France matérialise la tête de puits et y installe un exutoire de grisou. Le BRGM y effectue des inspections chaque année.

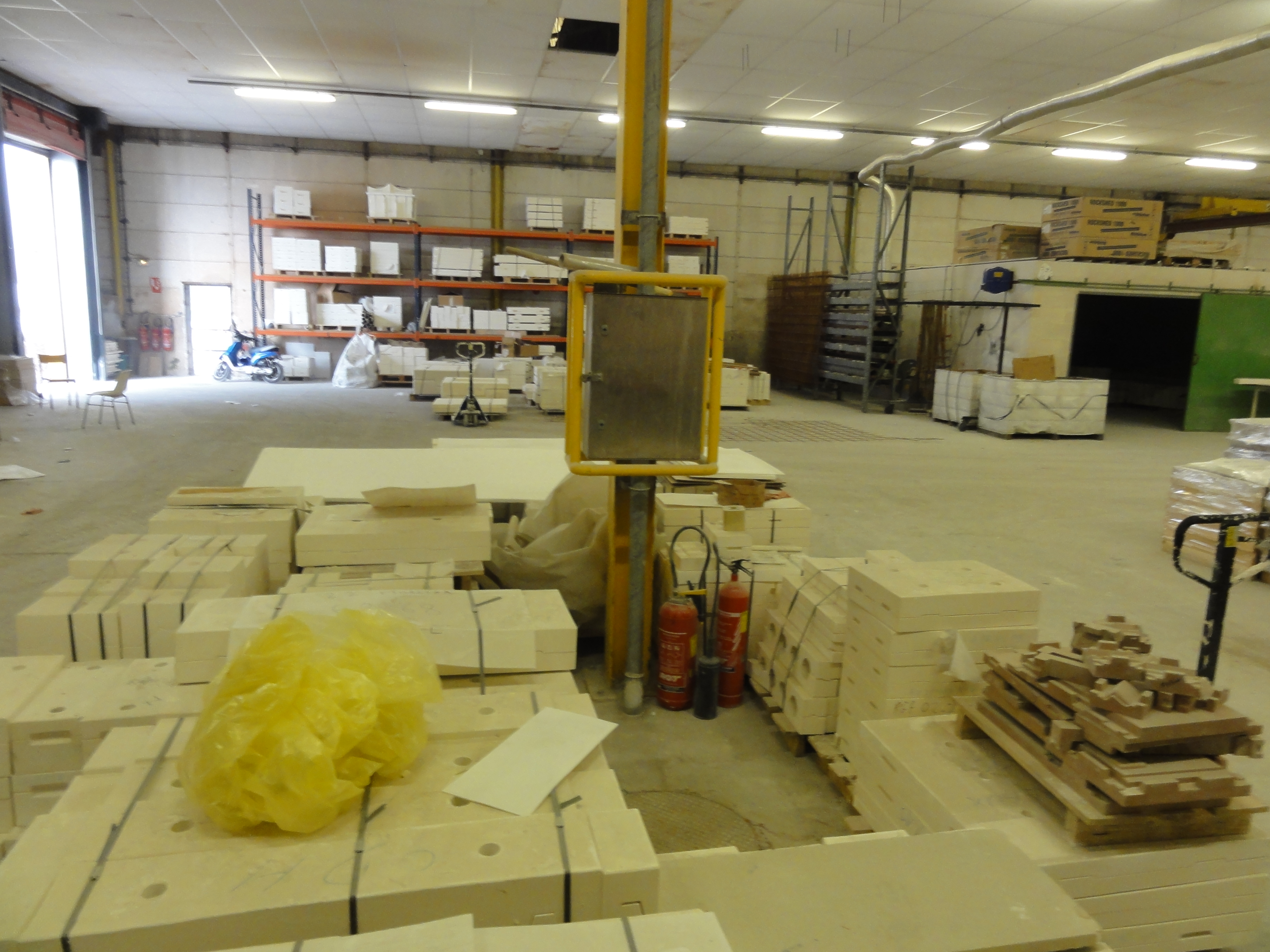
Tête de puits matérialisée et exutoire de grisou.
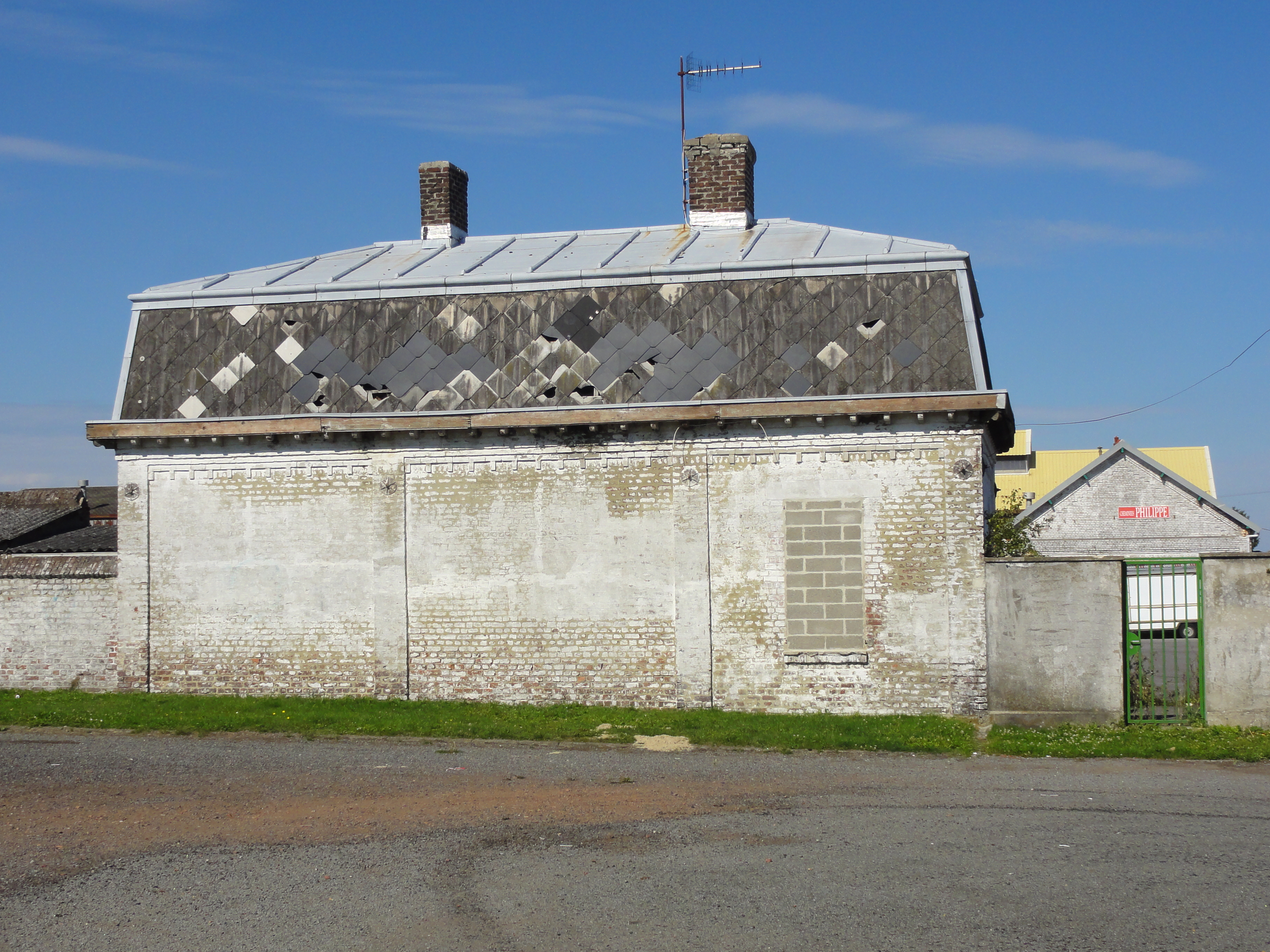
Une des loges des concierges.
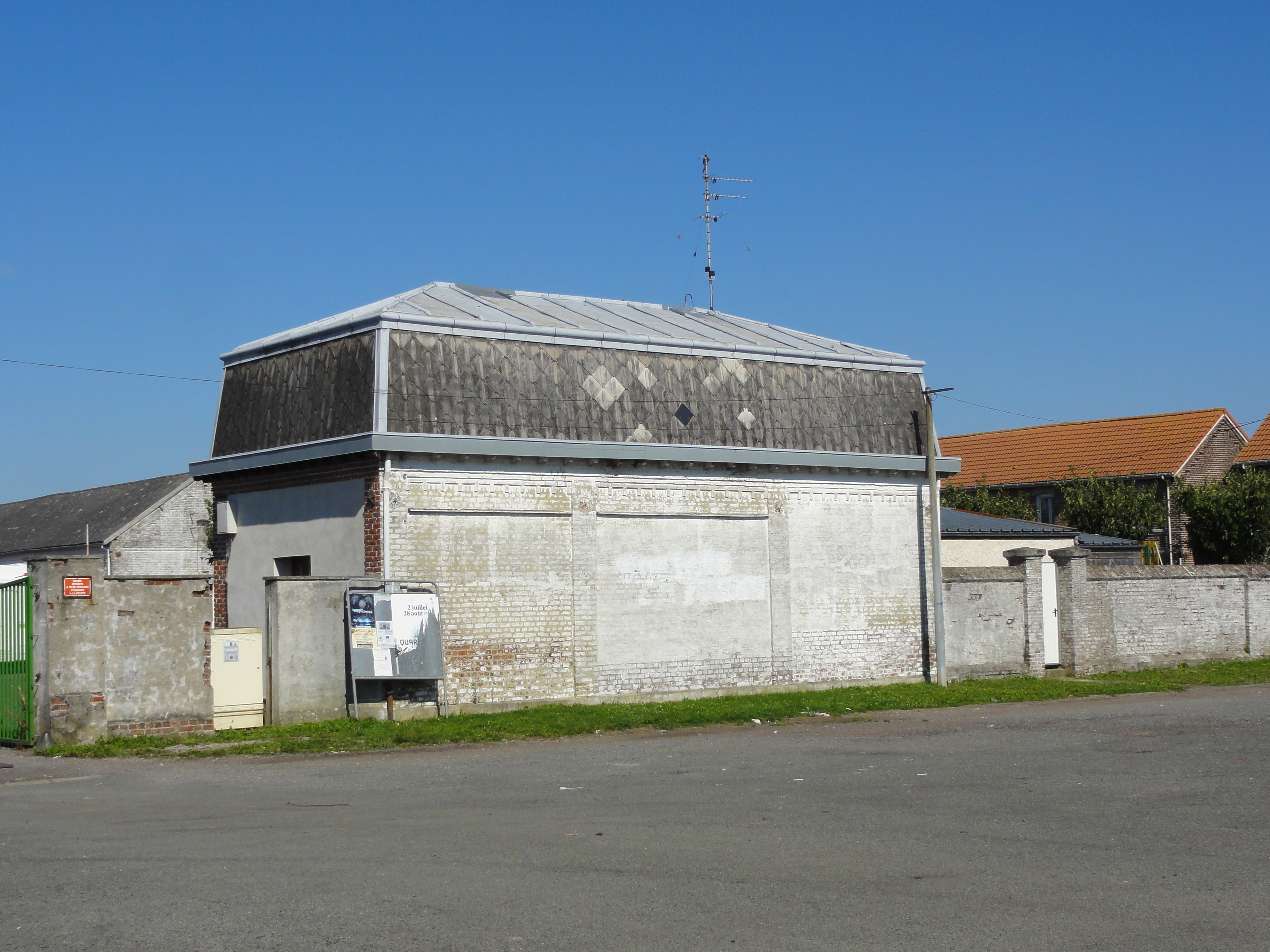
L'autre loge.
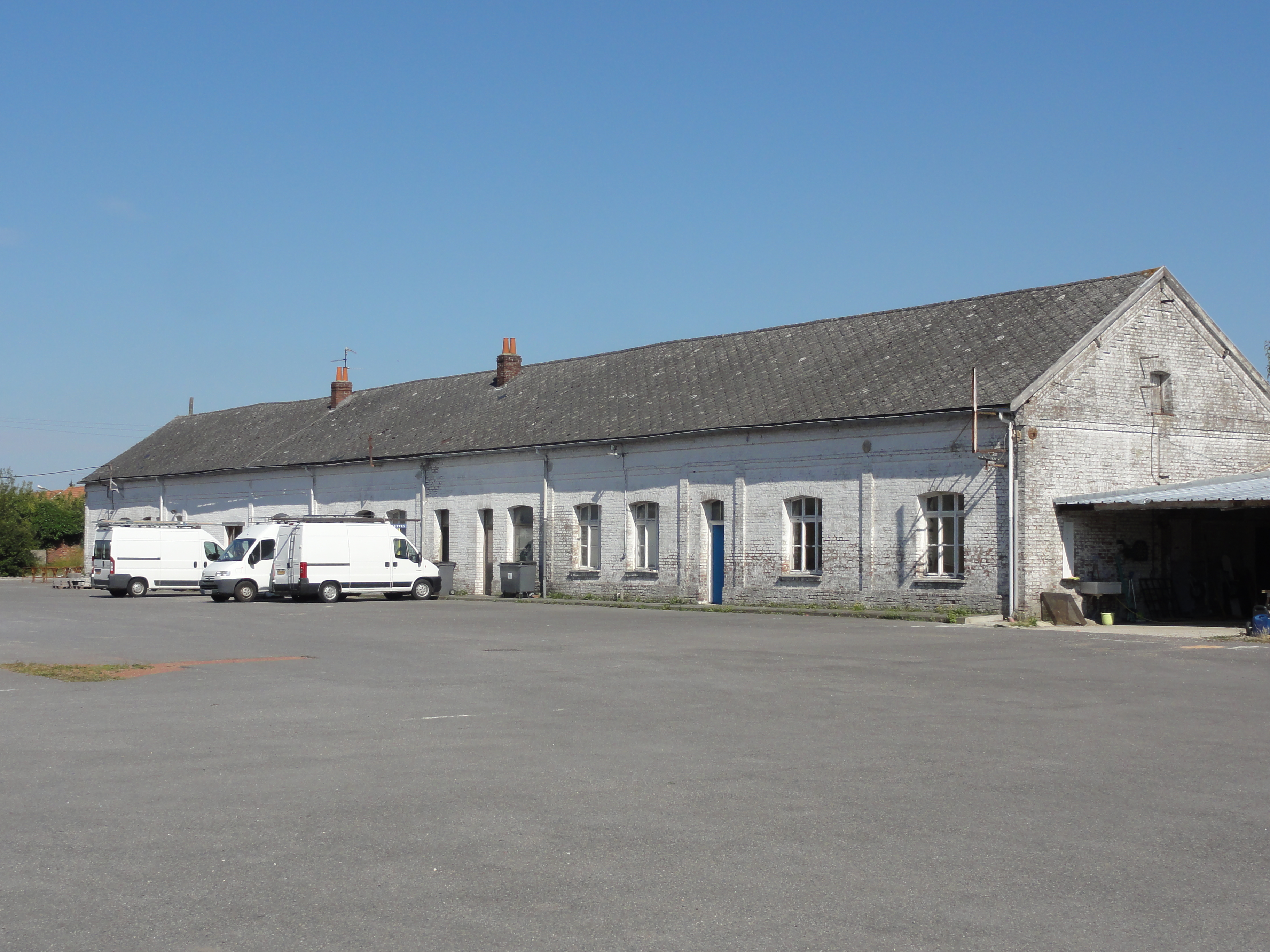
Les bureaux et ateliers.
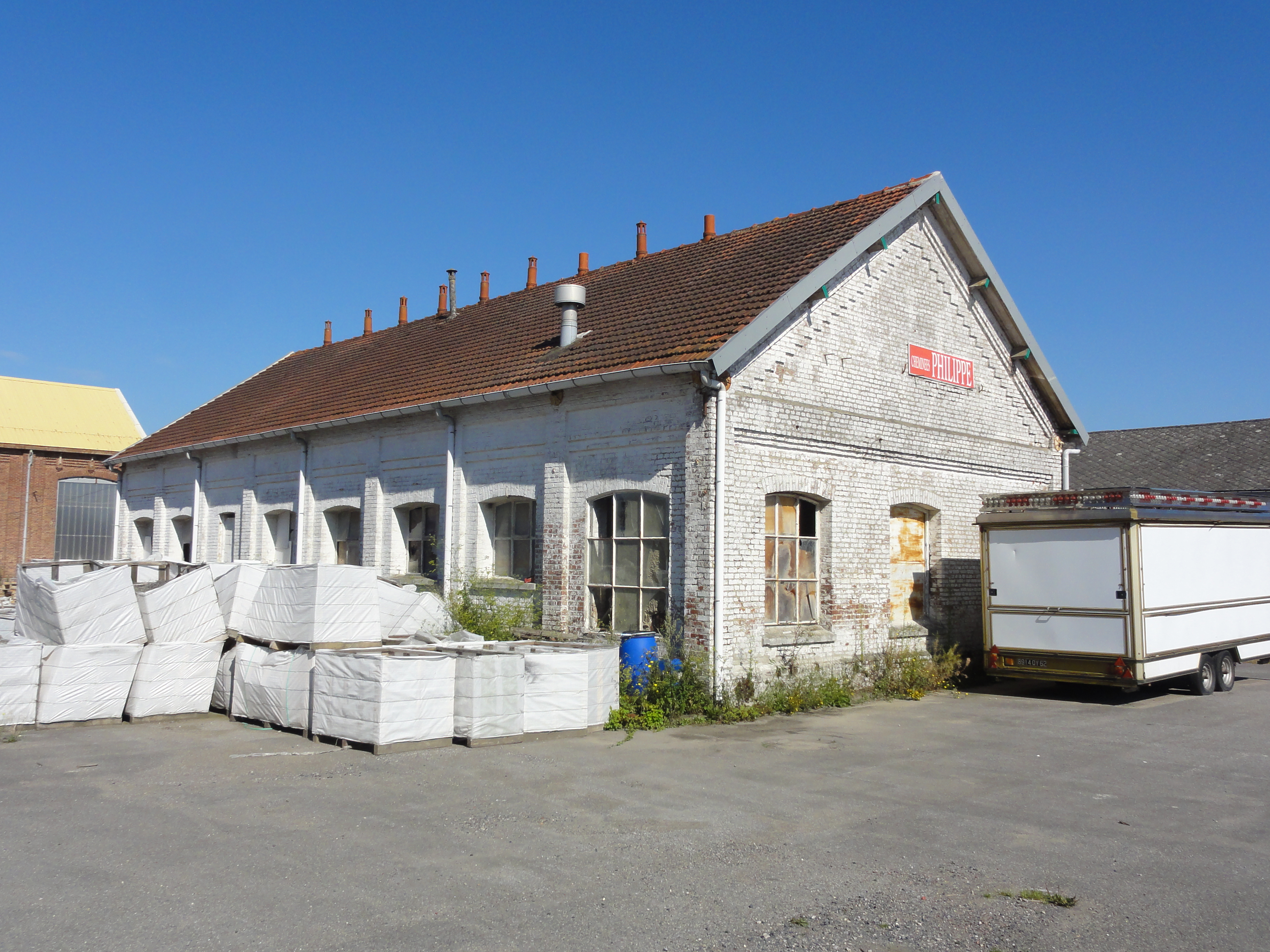
Les bains-douches.
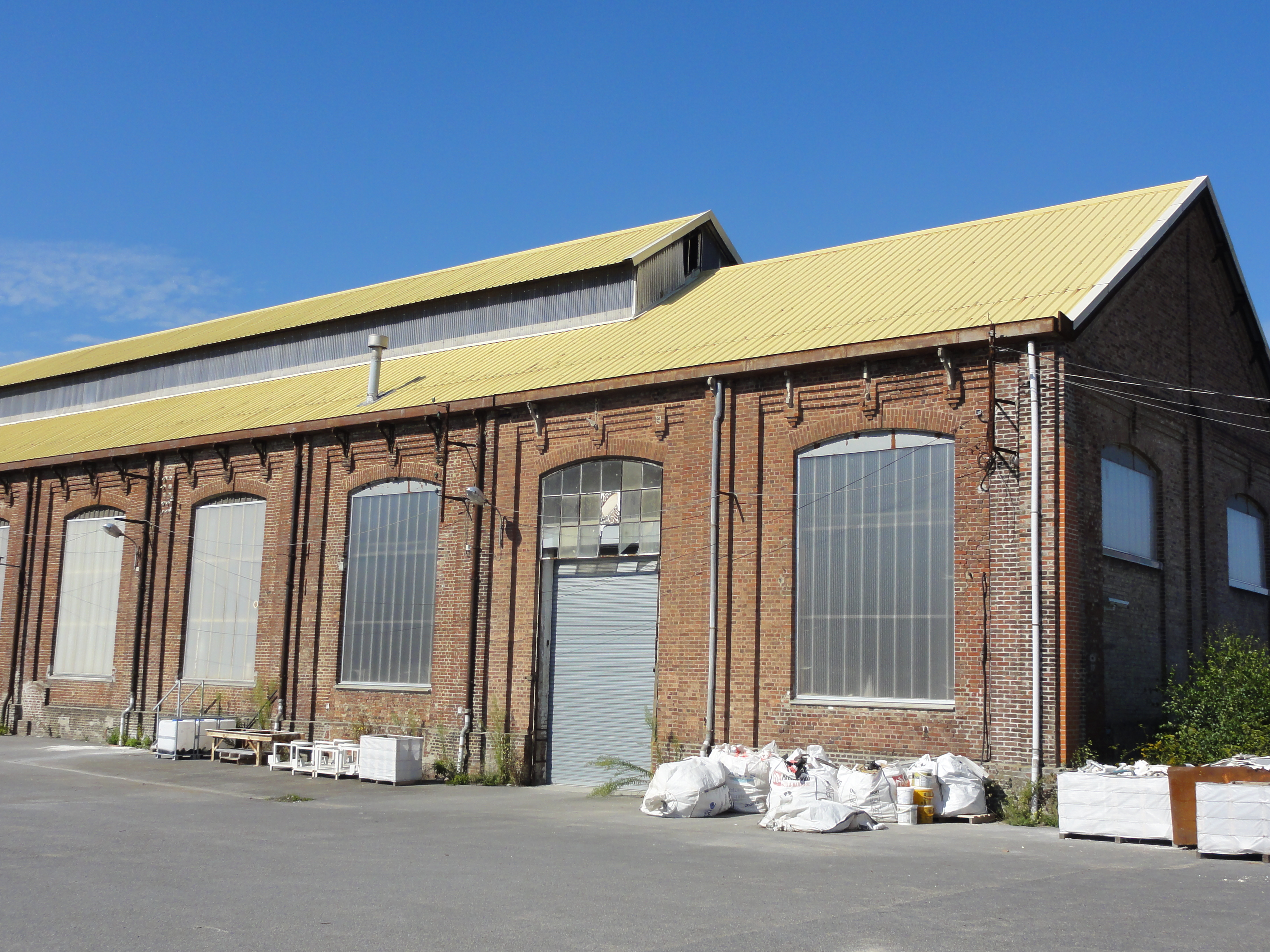
La salle des machines.

## Les terrils
L'exploitation de la fosse no 2 bis a laissé deux terrils. Dans les environs de la fosse, il y a également les terrils nos 25, 26 et 229, respectivement dénommés Falande 1 Sud, Falande 2 Nord et Décharge Falande.

### Terrilno9, 2 bis de Bruay Ouest

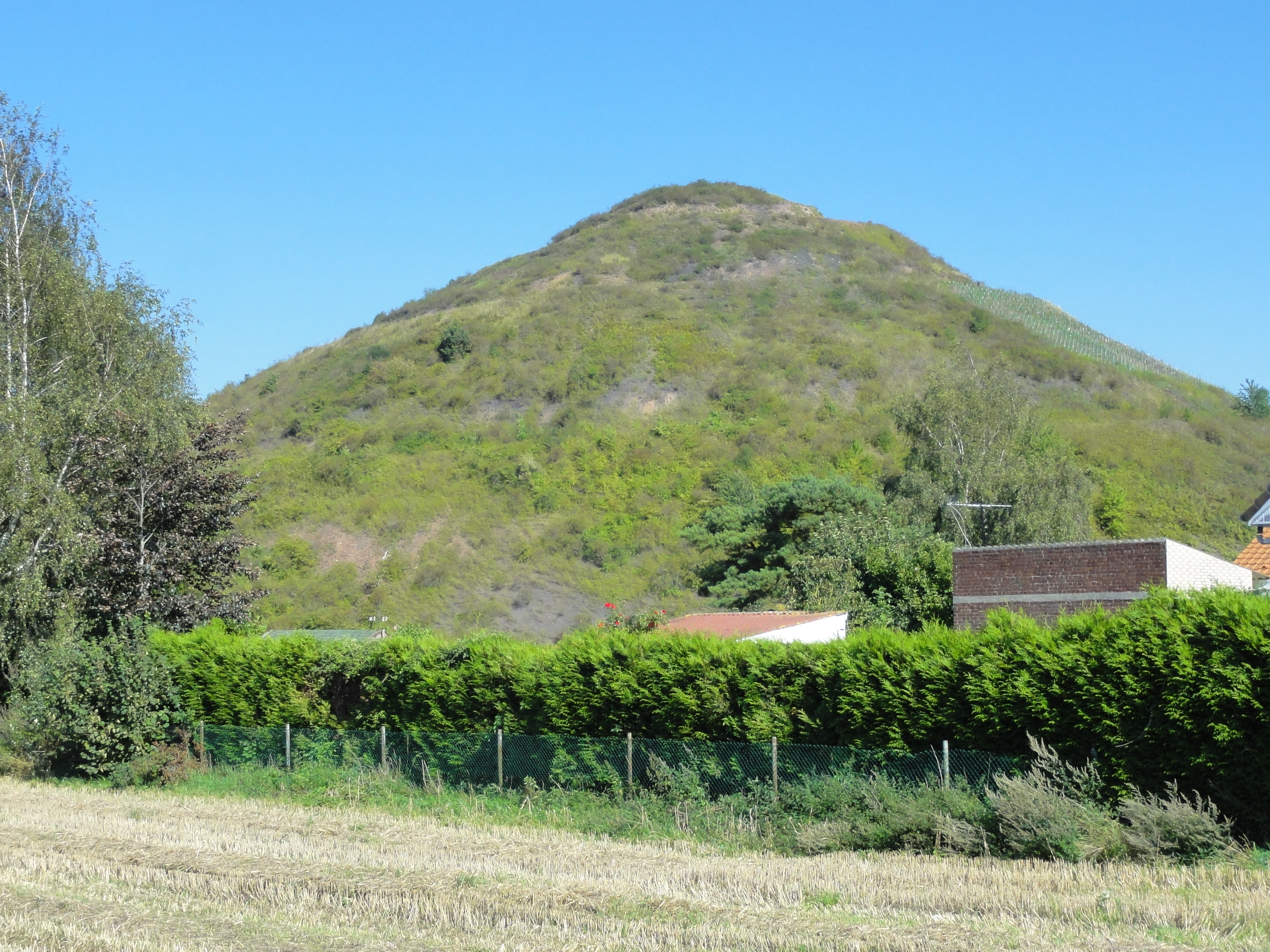
Le terril 2 bis de Bruay Ouest.

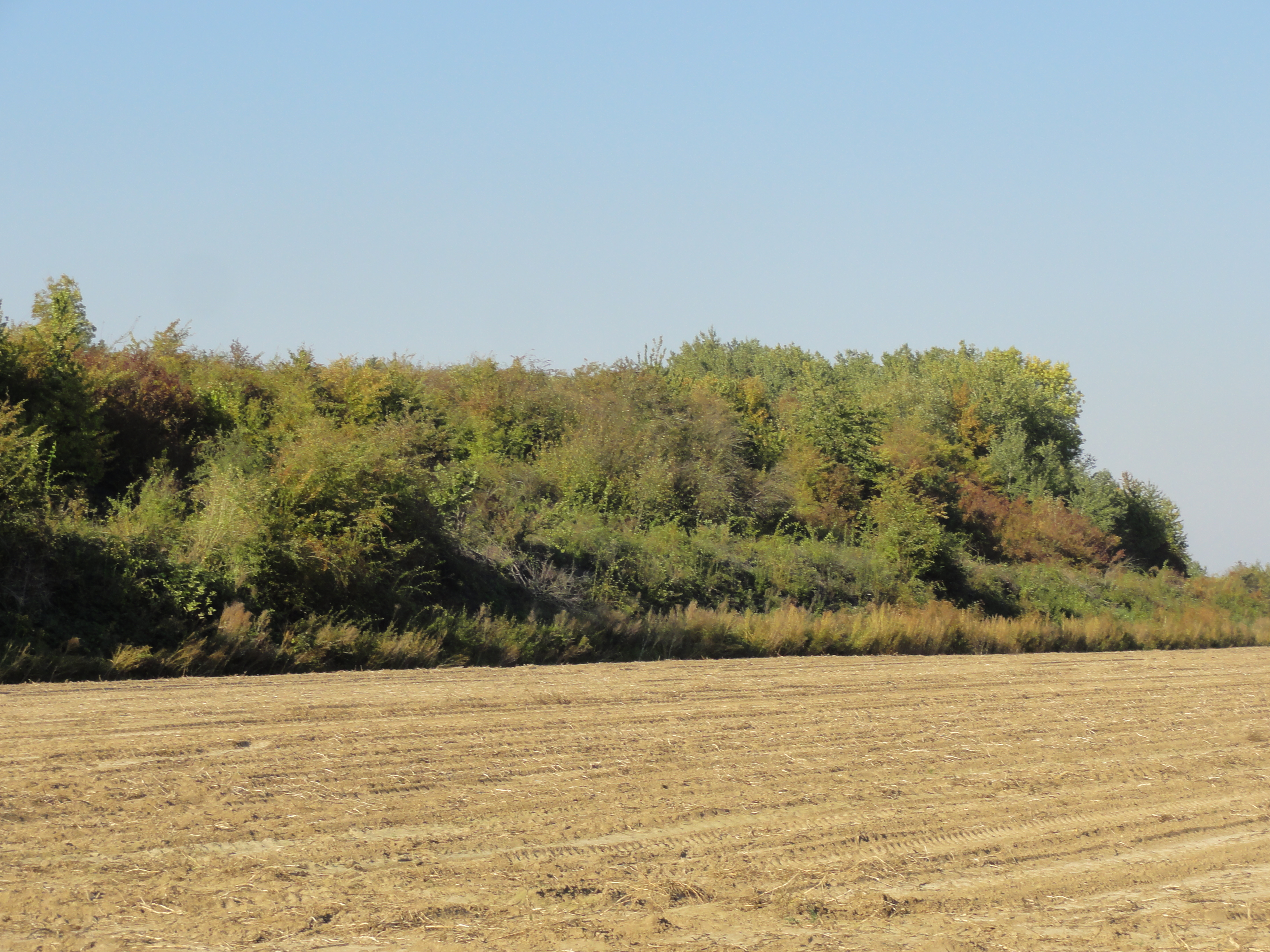
Le terril 2 bis de Bruay Est.

50° 28′ 51″ N, 2° 34′ 52″ E
Le terril no 9, situé à Haillicourt, est le terril conique de la fosse no 2 bis. Il n'a pas été exploité, bien qu'une route en colimaçon ait été aménagée jusqu'à son sommet. De la vigne a été planté sur une partie des pentes du terril au début des années 2010. La première récolte est attendue en 2013,,.

### Terrilno9A, 2 bis de Bruay Est
50° 29′ 11″ N, 2° 35′ 17″ E
Le terril no 9A, situé à Haillicourt, est le terril plateau de la fosse no 2 bis. Il est étendu du nord au sud sur plus de 750 mètres, accolé à lui dans sa partie septentrionale, se trouve le terril no 26, Falande 2 Nord.

## Les cités
Des cités ont été bâties par la Compagnie des mines de Bruay à proximité de la fosse. Les modèles d'habitations sont communs aux autres cités de la Compagnie.

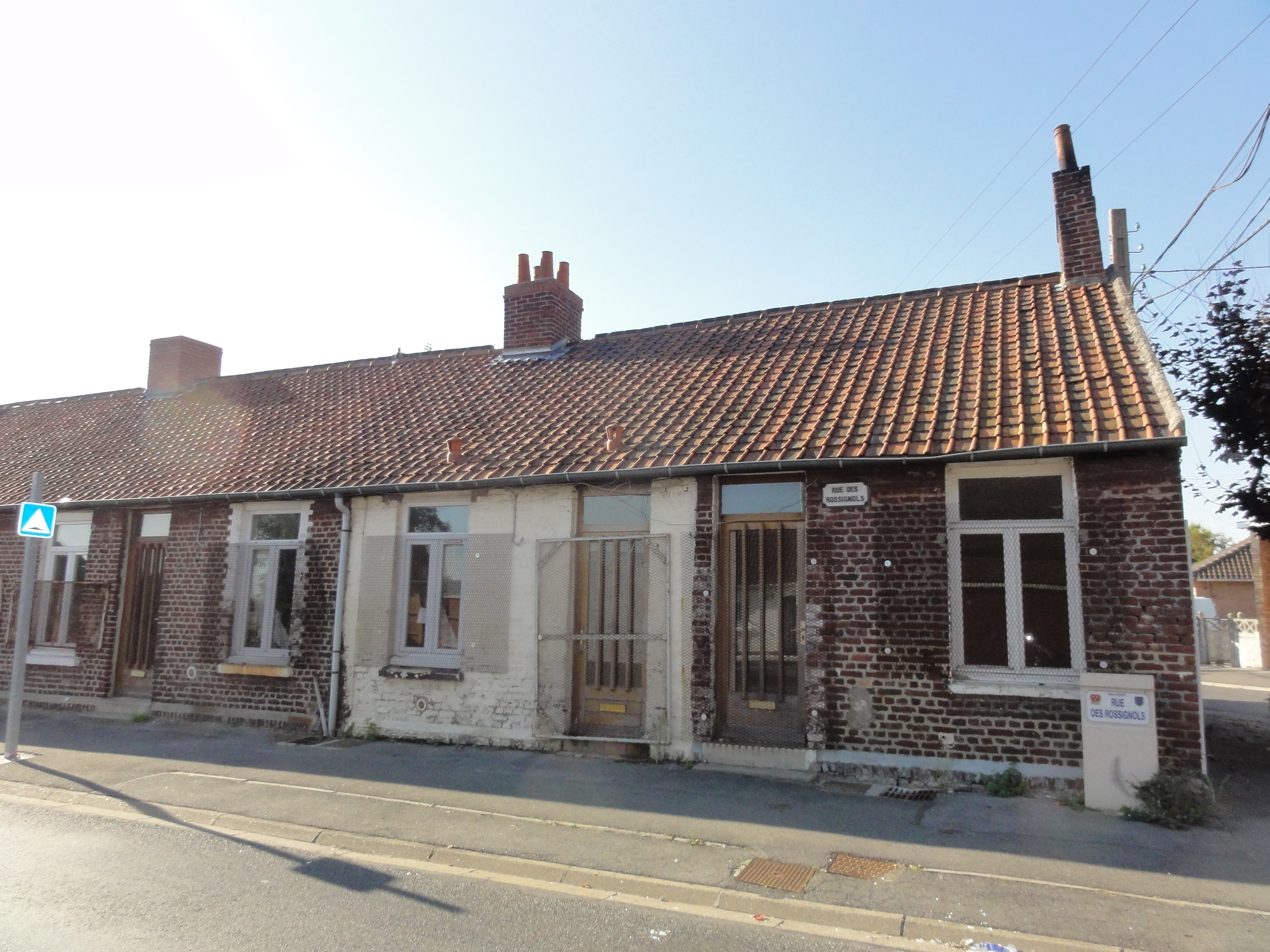
Habitations en plain-pied destinées à la démolition.
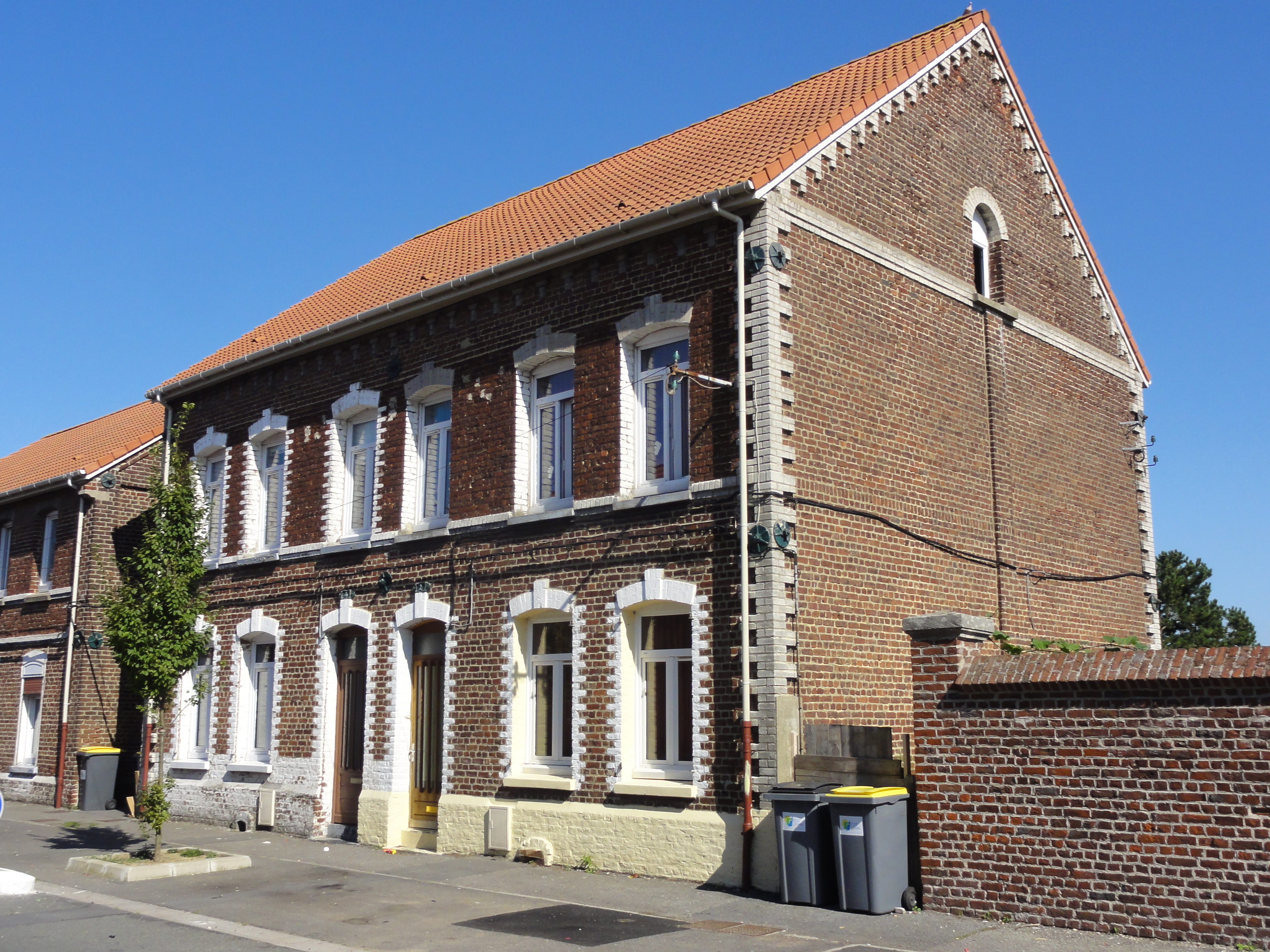
Habitations groupées par deux.
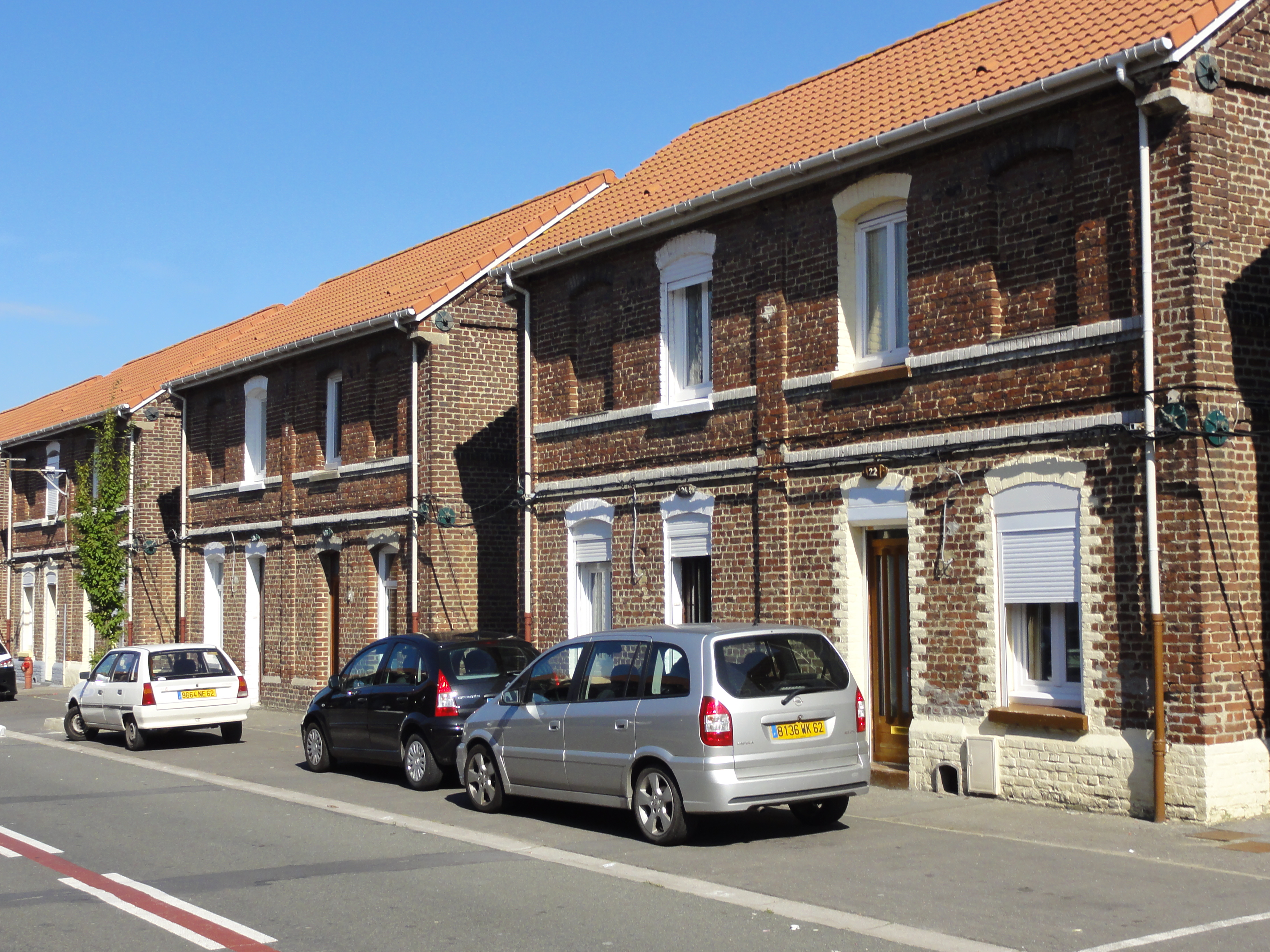
Habitations groupées par deux.
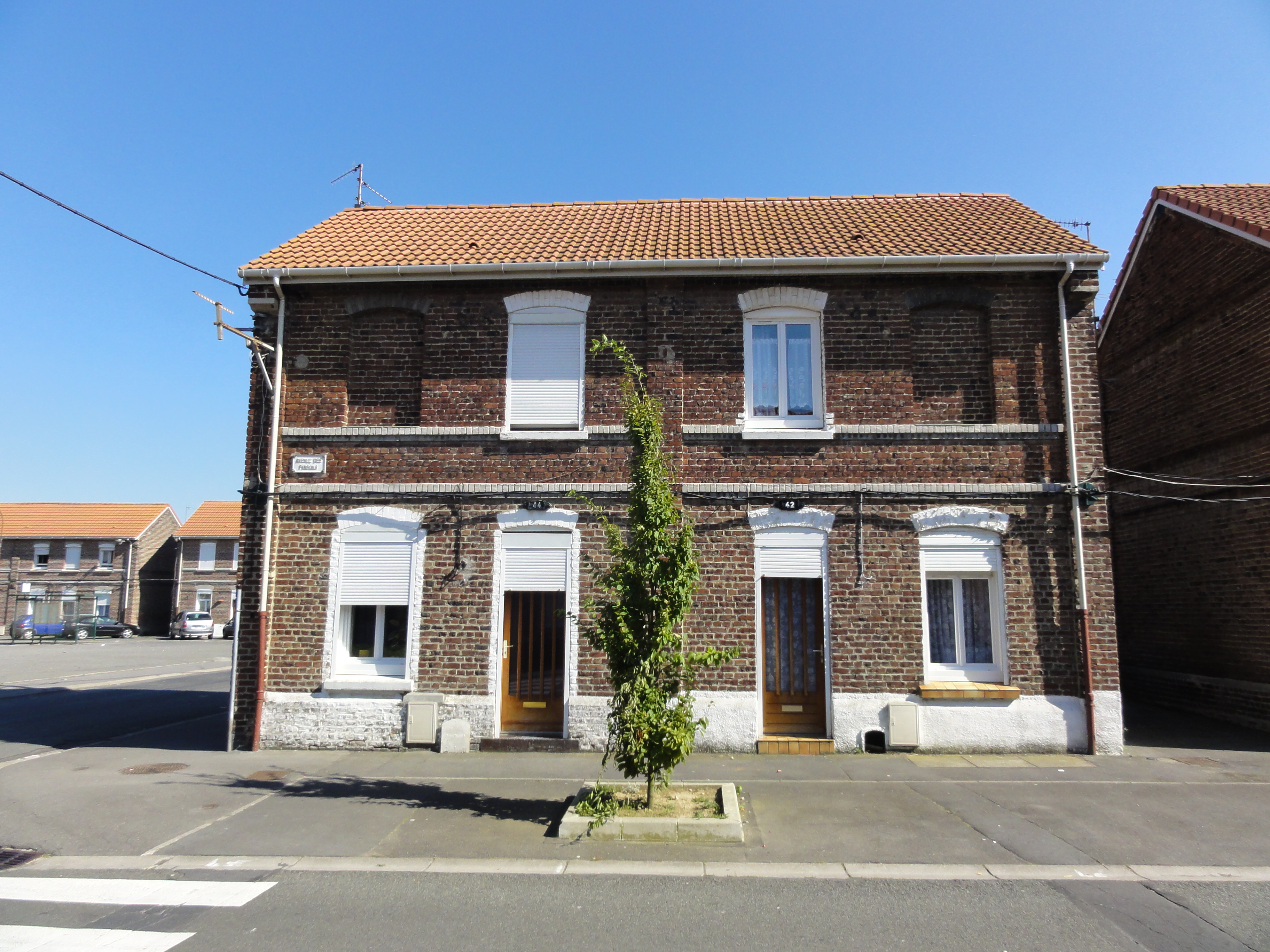
Habitations groupées par deux, près de l'entrée de la fosse.
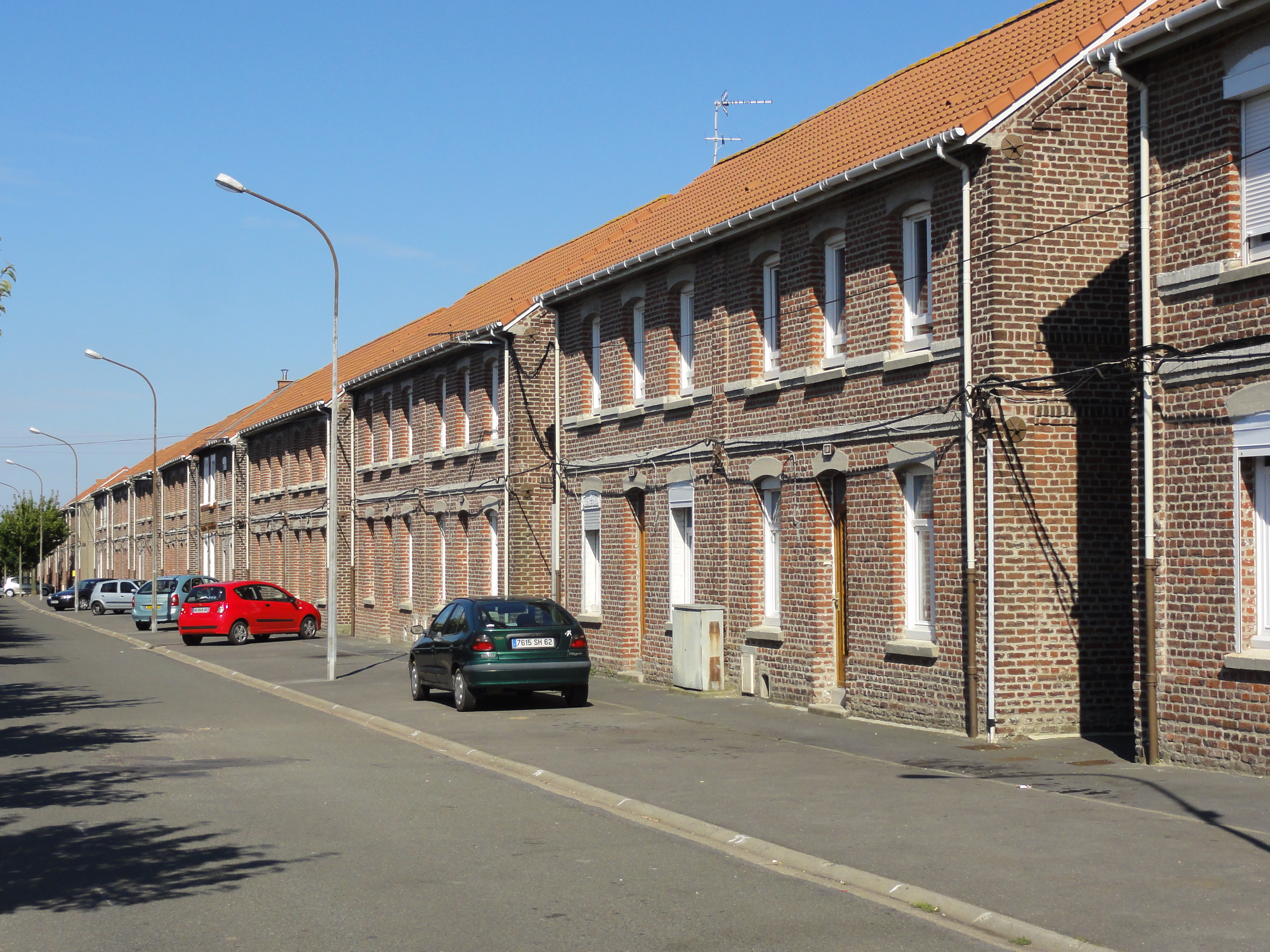
Habitations groupées par deux, en face de la fosse.
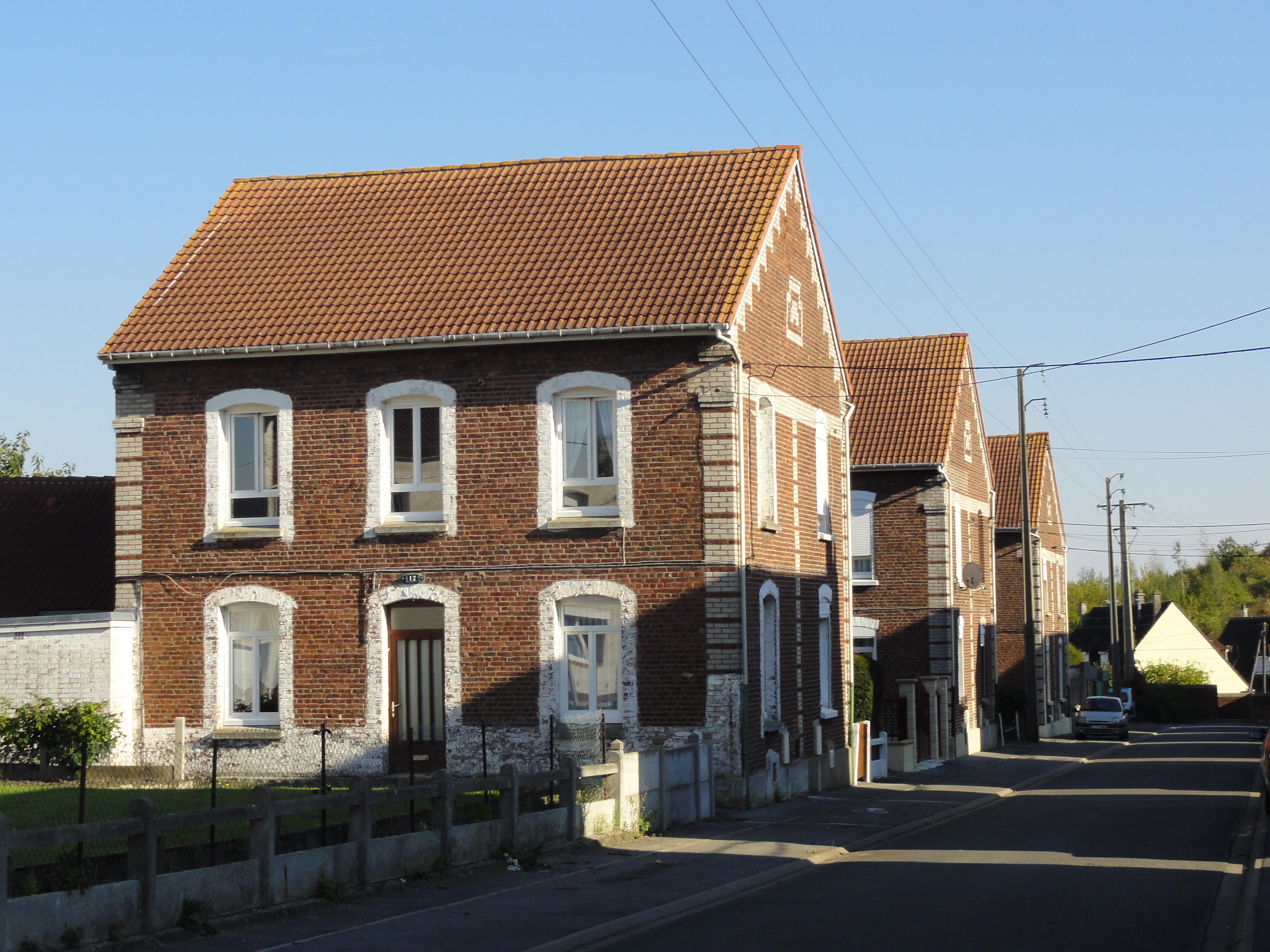
Habitations groupées par deux.